# Heiligengraben (Jagst)
Der Heiligengraben ist ein etwas weniger als einen Kilometer langer Auengraben im Gebiet der Gemeinde Mulfingen im Hohenlohekreis im nordöstlichen Baden-Württemberg, der zwischen dem Weiler Heimhausen und dem Dorf Mulfingen von rechts und Süden in die mittlere Jagst mündet.

## Geographie

### Verlauf
Der Heiligengraben entsteht auf etwa 270 m ü. NHN im Gewann Erlen neben der von Heimhausen im Süden nach Mulfingen im Norden am rechten Auenrand der Jagst laufenden L 1025, die dort zum Fluss hin von einem schmalen Feldgehölz begleitet ist. An dessen Westrand fließt der in einer Schilfröhrichtfläche seinen Lauf beginnende Heiligengraben recht geradlinig nordwärts. Nach knapp der Hälfte seines Weges wendet sich die Landesstraße nach Nordosten ab und der Bach durchfließt nun anfangs nordnordwestwärts die Talwiesen im Gewann Äußerer Lausenbach, ehe er nach einem kurzen Abschnitt in einem Auwaldfetzen wieder nordwärts zieht und nun ans rechte Ufer Äcker grenzen. Auf etwa 265 m ü. NHN fließt das grabenartige Bächlein dann zwischen Weiden am Flussufer von rechts in eine östliche Jagstschlinge ein, etwa halben Wegs zwischen den Flusstalorten Heimhausen und Mulfingen und etwa hundert Meter oberhalb der Mündung des Lausenbachs.
Der Heiligengraben mündet nach etwa 0,8 km langem Lauf mit mittlerem Sohlgefälle von etwa 6 ‰ nur etwa fünf Höhenmeter unterhalb seines Ursprungs.

### Einzugsgebiet
Das Einzugsgebiet des Heiligengrabens ist etwa 0,3 km² groß, es liegt im Unterraum Mittleres Jagsttal des Jagsttals im Naturraum der Kocher-Jagst-Ebenen und umfasst einen schmalen Streifen der rechten Jagsttalaue sowie vor allem den Hang des Rotberges darüber, auf dessen sich schon zum Jagsttal hin einsenkendem Sporn der mit etwa 410 m ü. NHN höchste Punkt des Einzugsgebietes liegt. Den Rotberg-Abfall bedecken Laubwald und Hangwiesen, auf dem Flusstalgrund begleiten linksseits Mähwiesen das kleine Gewässer, während mündungsnah rechtsseits am flachen Spornfuß des Rotbergs Äcker liegen.
Das Einzugsgebiet grenzt im Nordosten an das des längeren Lausenbachs, dessen Tal jenseits des Rotberg-Sporns liegt und der wenig nach dem Heiligengraben in die Jagst mündet, im Süden an das eines namenlosen und noch kürzeren anderen Auenzuflusses der Jagst und im Westen an das unmittelbare Einzugsgebiet der Jagst selbst.
Das gesamte Gebiet liegt in der Gemeindegemarkung von Mulfingen und im Landschaftsschutzgebiet Jagsttal mit Nebentälern und angrenzenden Gebieten zwischen Kreisgrenze Schwäbisch Hall und Gemeindegrenze Krautheim/Schöntal und ist völlig unbesiedelt.

## Geologie
Der Bach entsteht und fließt am rechten Rand des Auenlehmbandes um die Jagst, das in den Unteren Muschelkalk eingelagert ist. Am Hangfuß darüber streicht das Schichtenpaket aus Unterem, Mittlerem und Oberem Muschelkalk aus, das dort meist mit Hangschutt überlagert ist. Zuoberst auf der Randhöhe liegt noch eine große Rutschscholle. Bis wenig rechts an den Unterlauf heran erstreckt sich ein Teil des breiten Schwemmschuttfächers, den der wenig abwärts mündende Lausenbach abgelagert hat.
An der Hangseite der nahen L 1025 steht eine Felsböschung im Unteren und auch Mittleren Muschelkalk, die als Geotop ausgewiesen ist.

### LUBW
Amtliche Online-Gewässerkarte mit passendem Ausschnitt und den hier benutzten Layern: Lauf und Einzugsgebiet des Heiligengrabens

Allgemeiner Einstieg ohne Voreinstellungen und Layer: Daten- und Kartendienst der Landesanstalt für Umwelt Baden-Württemberg (LUBW) (Hinweise)
1. 1 2 3  Höhe nach dem Höhenlinienbild auf dem Hintergrundlayer Topographische Karte.
2. ↑  Länge nach dem Layer Gewässernetz (AWGN).
3. ↑  Einzugsgebiet abgemessen auf dem Hintergrundlayer Topographische Karte.
4. ↑  Natur teilweise nach dem Layer Geschützte Biotope.
5. ↑  Schutzgebiet nach dem einschlägigen Layer
6. ↑  Geotop nach dem einschlägigen Layer.

### Andere Belege
1. ↑  Wolf-Dieter Sick: Geographische Landesaufnahme: Die naturräumlichen Einheiten auf Blatt 162 Rothenburg o. d. Tauber. Bundesanstalt für Landeskunde, Bad Godesberg 1962. → Online-Karte (PDF; 4,7 MB)
2. ↑  Geologie nach den Layern zu Geologische Karte 1:50.000 auf: Mapserver des Landesamtes für Geologie, Rohstoffe und Bergbau (LGRB) (Hinweise)